# Префектура Айті
Префекту́ра А́йті (яп. 愛知県, あいちけん, МФА: [ai̯t͡ɕi̥ keɴ]?) — префектура в Японії, в регіоні Чюбу, Східномор'я.  Розташована в центральній частині острова Хонсю, на узбережжі Тихого океану. Адміністративний центр префектури — Наґоя. Межує з префектурами Міє, Сідзуока, Ґіфу й Наґано. Заснована 1872 року на основі провінцій Оварі та Мікава. Площа становить 5165,04 км². Станом на 1 серпня 2011 року в префектурі мешкало 7 415 267 осіб. Густота населення складала 1440 осіб/км². Основою економіки є автомобілебудування, машинобудування, комерція, посередницький бізнес, туризм. На території префектури розташовані Наґойський замок, святилище Ацута, місце битв при Окехадзамі, Наґасіно та інші численні історичні пам'ятки й місця. Батьківщина загальнонаціональних героїв-самураїв — Оди Нобунаґи, Тойотомі Хідейосі, Токуґави Ієясу, Като Кійомаси, Фукусіми Масанорі та інших. Формально поділяється на три регіони — Оварі, Західна Мікава і Східна Мікава. Перші два є найбільш заселеними і економічно розвиненими. В Оварі розміщений мегаполіс Наґоя, який часто називають «серединною столицею Японії». В Західній Мікаві розташована штаб-квартира компанії Тойота, одного з гігантів японського автомобілебудування.

## Географія

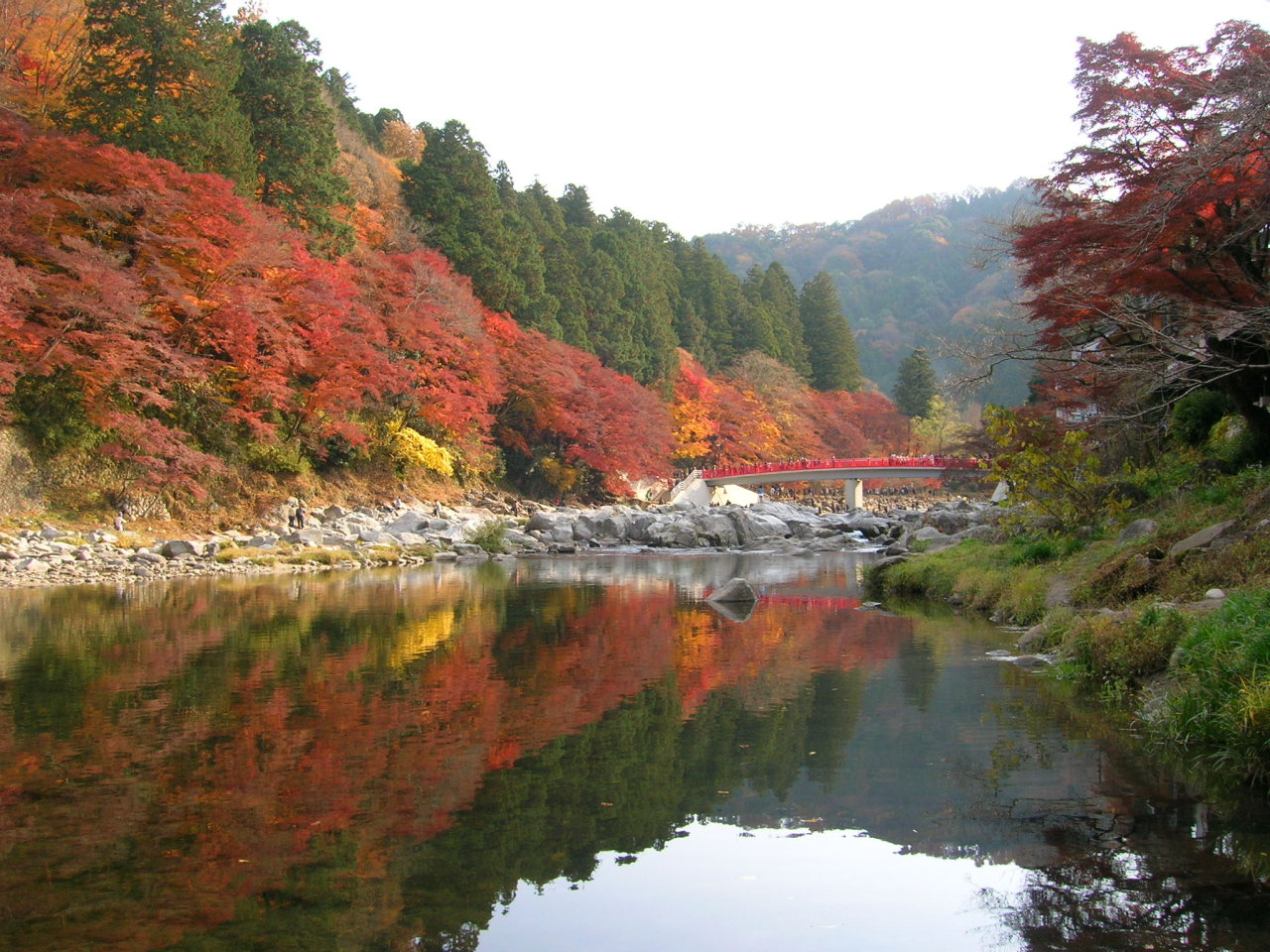
Урочище Ко́ран біля гори Іморі в Тойота, Айті. Одне з відомих місць любування червоним кленовим листям восени.

Префектура Айті розташована майже посередині Японського архіпелагу. Вона межує на півночі з префектурами Ґіфу і Наґано, на заході з Міє, а на сході з Сідзуокою. На півдні і південному заході Айті омивається водами Тихого океану, а також заток Ісе і Мікава.
Площа префектури Айті становить близько 5164,57 км². Вона дорівнює 1,4 % усієї площі Японії. Протяжність префектури з півночі на південь становить 94 км, а з заходу на схід — 106 км. Берегова лінія дорівнює 597 км. За площею Айті посідає 28-е місце у країні серед інших префектур.
У західній частині префектури Айті знаходиться утворена річкою Кісо(木曽川、きそがわ) рівнина Міно-Оварі, 2-га за величиною в Японії, а також пагорби Оварі, розташовані на схід від цієї рівнини. Пагорби простягаються на південь, формуюючи півострів Тіта(知多半島、ちたはんとう). Центром префектури протікає річка Яхаґі, у верхній течії якої розташовані Мікавські гори, а у нижній — рівнина Окадзакі.
Сходом префектури Айті біжить річка Тойо: гори Сітара, Яна і Юміхарі знаходяться у її верхній течії, а рівнина Тойохасі, від якої простягається півотсрів Ацумі, — у нижній.
Найвищою точкою префектури Айті є гора Тяусу(茶臼山、ちゃうすやま), висотою 1415 м над рівнем моря.
Клімат в префектурі, в цілому, помірний, що є наслідком впливу теплої тихоокеанської течії Куросіо. Щорічна середня температура становить 19 °C. Префектурний центр Наґоя влітку є найспектонішим місцем в Айті. Щорічна кількість опадів становить близько 1500—1600 мм, при цьому вони переважають у гірських районах префектури.

## Історія

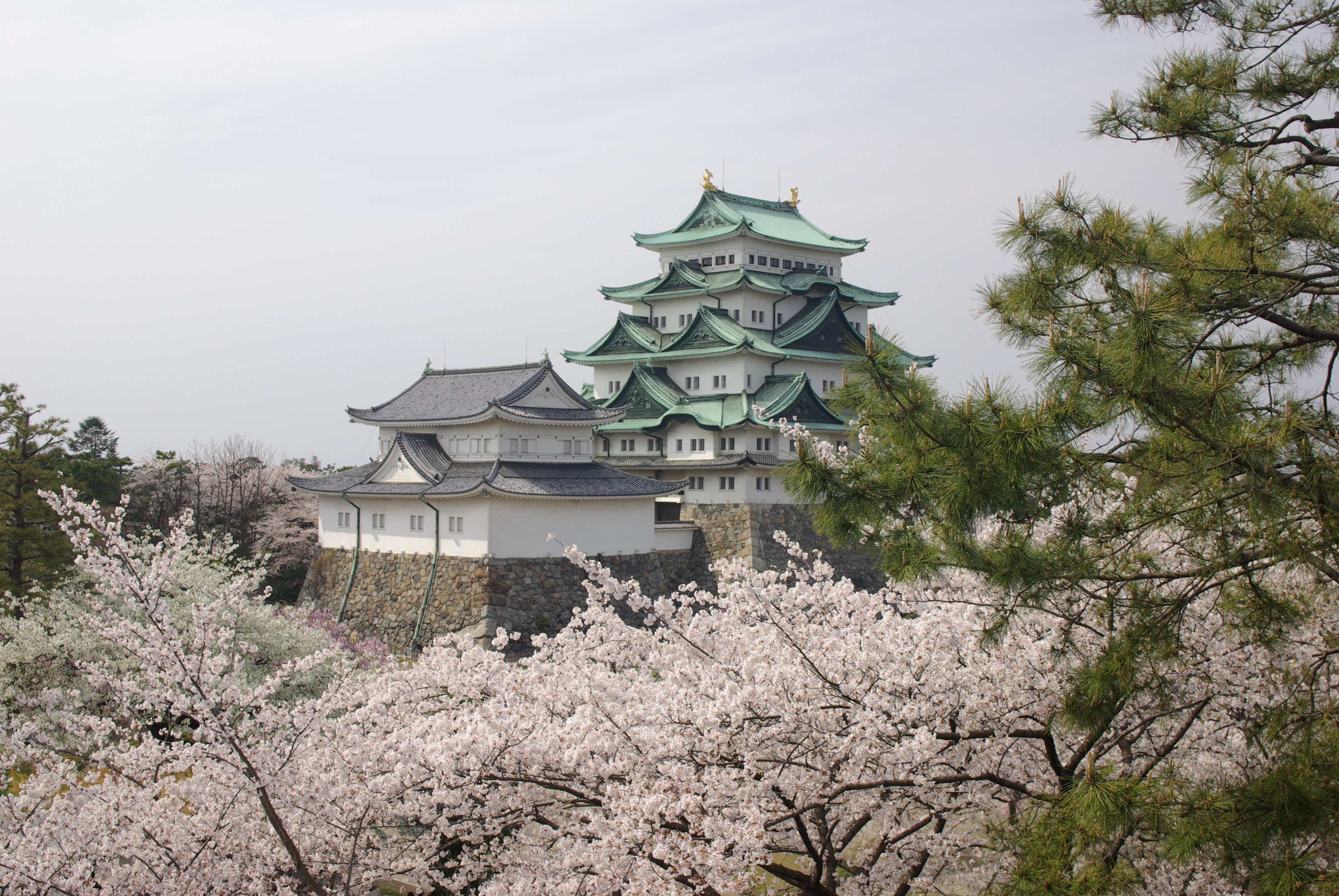
Наґойський замок був зведений
1612 року і зруйнований під час нальоту авіації США 1945 року. Головна башта замку і основні укріплення відновлені у 1959 році.

У 6—7 століттях територія сучасної перфектури Айті входила до складу японської держави Ямато і поділялася з заходу на схід на три провінції: Оварі, Мікава і Хо. Після реформ Тайка 645 року, Хо була приєднана до Мікави. Оварі й Мікава проіснували до середини 19 століття, до кінця періоду Едо.
У 1871 році, в результаті впровадження в Японії прямого імператорського правління, уряд провів адміністративну реформу. Провінція Оварі, за винятком півострова Тіта була перетворена на префектуру Наґоя, а провінція Мікава, разом із цим півостровом, — у префектуру Нуката. У квітні 1872 року префектура Наґоя була перейменована в префектуру Айті, а 27 листопада того ж року до неї була приєднана ліквідована префектура Нуката.
На кінець 19 — початок 20 століття в префектурі нараховувалось 2900 містечок та сіл. Проте на 1970 рік, внаслідок урбанізації регіону, залишилося лише 88 муніципалітетів. Станом на 2008 рік, у результаті так званого об'єднання та укрупнення населених пунктів у 1990-х і 2000-х років, в префектурі Айті залишилося 35 міст, 24 містечка і 2 села.

## Демографія
Префектура Айті є однією з найбільш заселених префектур Японії. За даними перепису, проведеного 1 жовтня 2005 року, її населення становило 7 254 704 мешканців, а густота населення — 1 383 осіб/км². Це 4-а за кількістю населення префектура Японії, після Токіо, Канаґави і Осаки.
Станом на 1 серпня 2011 року в префектурі мешкало 7 415 267 осіб. Густота населення становила 1440 осіб/км².

## Економіка
Станом на 2008 рік валовий внутрішній продукт префектури Айті дорівнює понад 35,5 трильйонів єн. Це 3-й за величиною показник в Японії після Токіо і префектури Осака.
Найрозвиненішим сектором економіки Айті є третинний — послуги і комерція. Він становить понад 50 % ВВП префектури. Вторинний сектор економіки, представлений промисловістю — текстильною, металургійною, хімічною, автомобільною, машинобудівною та іншими. Він складає 40 %. Цей високий відсоток є особливістю господарчої структури префектури.

### Первинний сектор економіки

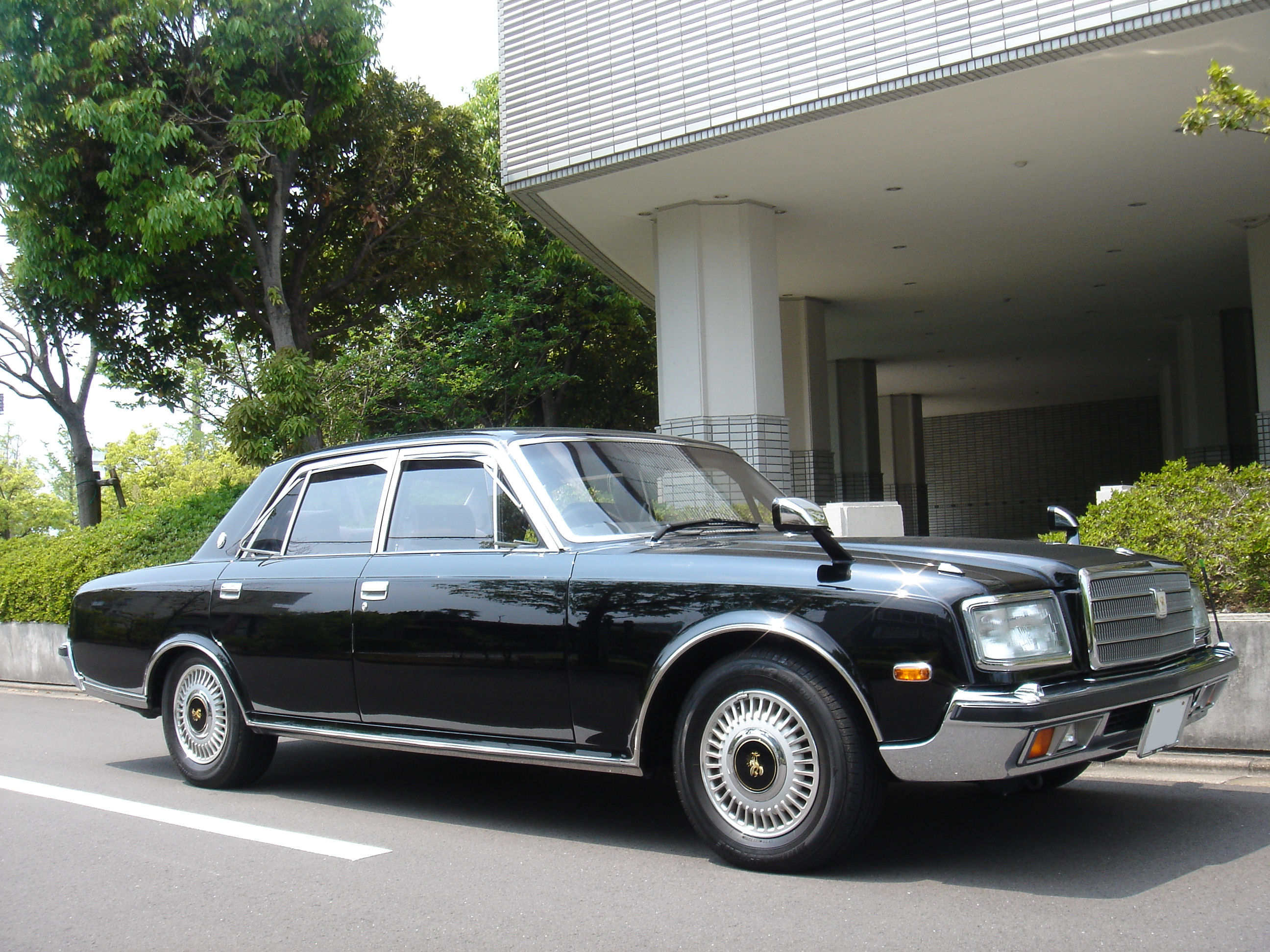
Автомобіль Імператора Японії Акіхіто — Toyota Century.

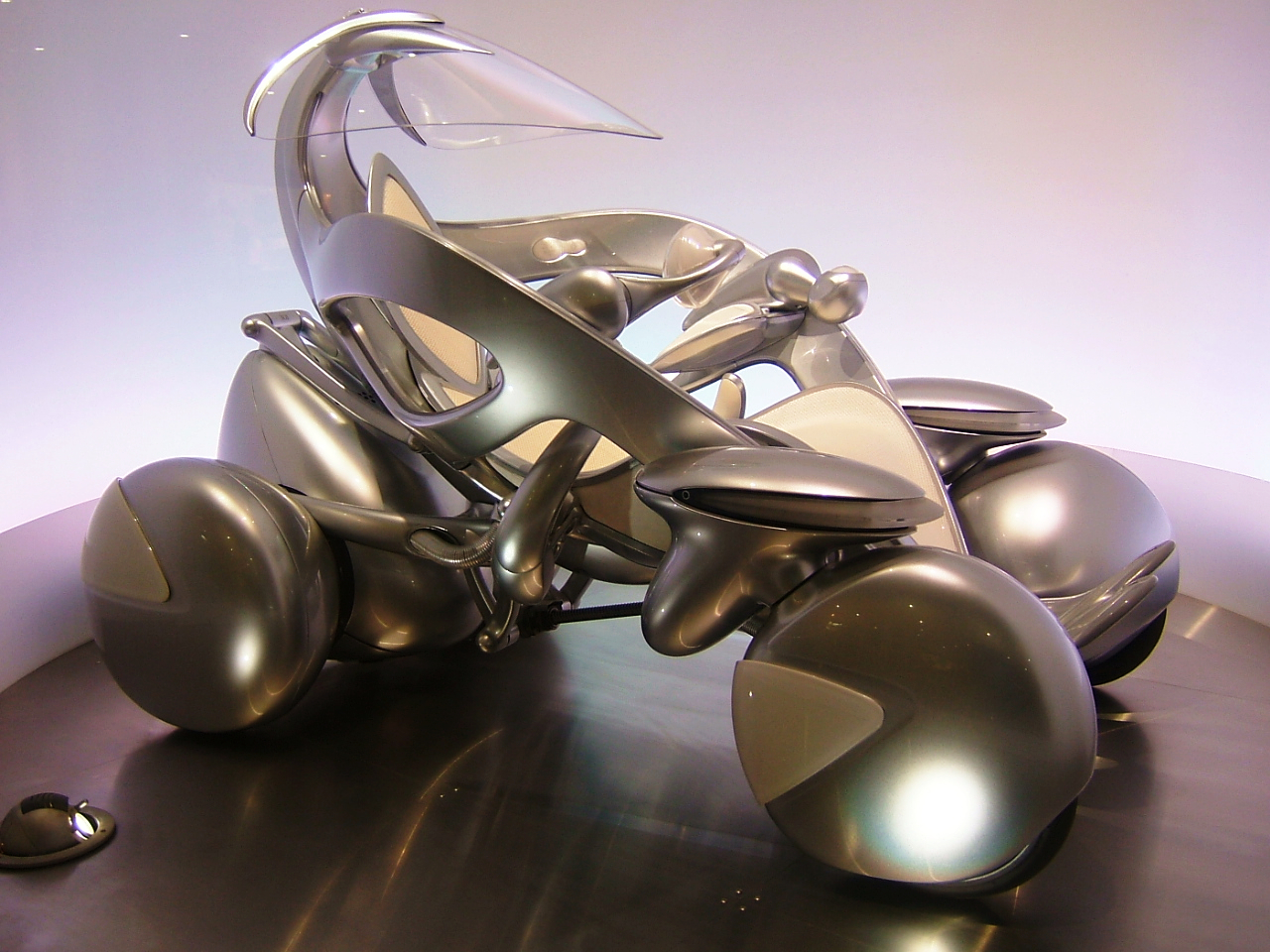
«Автомобіль майбутнього» — Toyota i-unit.

У префектурі Айті знаходиться 91 746 сільськогосподарських дворів. Загальна кількість осіб, зайнятих у сільському господарстві, становить 100 261 чоловік. Прибутки від нього становлять 3 275 мільярдів єн, що є 5-ю за величиною в усій Японії. За вирощуванням декоративних рослин префектура Айті посідає 1-е місце в країні.
Префектура відома першокласною японською деревиною. Під вирощування лісу відведено площу у 219 848 га. Айті займає 1-е місце в країні за обсягом експорту лісу і дерев'яних виробів.
Провідними галузями рибальства у префектурі Айті є розведення тигрових фуґу, японських креветок, молодих сардин, вугрів і золотих рибок. Префектура займає 1-е місце в Японії за вирощуванням молюсків асарі, кадзамі та раків-богомолів. В цілому, показники префекутри Айті у рибальстві є середніми порівняно з іншими префектурами Японії.

### Вторинний сектор економіки
Префектура Айті є місцем найбільшої концентрації промислових підприємств в усій Японії. Їх прибутки у 2005 році становили понад 39,5 трильйонів єн. На 23 125 підприємствах різної величини зайнято 816 755 осіб. Найбільш рентабельними галузями промисловості у префектурі є літакобудування, машинобудування (підприємства Toyota Motor Corporation, Central Japan Railway Company) і виготовлення електроприладів.
У префектурі також виготовляють традиційні ремісничі вироби, які мають багатовікову історію. Це арімацувські і нарумські фарбовані ворсинчасті тканини, наґойські фарбовані тканини юдзен, наґойські чорні тканини з монами, акіцувська кераміка, сетоська фарбована кераміка, 
токонамеська кераміка, наґойські комоди з павловнії, наґойські і мікавські буддистські вівтарі, тойохаські пензлі, окадзаківські кам'яні вироби та скульптури, а також оварійська емальовано-розписна кераміка.

### Третинний сектор економіки
У префектурі Айті зафіксовано 86 922 підприємств, зайнятих у комерції. Серед них 25 547 зайняті оптовим продажем товарів, а 61 375 — продажем у роздріб. Кількість зайнятих у комерції осіб становить 698 790. З них 267 382 чоловік працюють на підприємствах, що спеціалізуються на оптовій торгівлі, а 431 408 чоловік — на підприємствах, що спеціалізуються на роздрібній торгівлі. Загальний обсяг продаж на цих підприємствах у 2004 році склав понад 40 трильйонів єн. Це 3-й показник за обсягом продаж у всій Японії, після Токіо і префектури Осака.

## Освіта

### Державні
- Наґойський університет
- Айтівський педагогічний університет
- Наґойський технічний університет
- Тойохасівський технологічний університет

### Приватні
- Айтівський університет

## Культура
Головним місцем паломництва туристів є синтоїстське святилище Ацута, в якому зберігається священний меч Кусанаґі но міцуруґі, один з трьох реліквій імператорської династії. Святилище має музей скарбницю, де зберігається близько 3000 історичних і культурних цінностей. Щороку у червні проводиться свято Ацута мацурі — змагання з різних видів японських бойових мистецтв.
Недалеко від міста знаходиться парк Мейдзі-мура — музей просто неба, розташований на пагорбі, покритому зеленню, в якому зі всіх куточків країни зібрані споруди, типові для епохи Мейдзі (1868–1912).
Префектура Айті стала місцем проведення Міжнародної виставки «Айті 2006», на якій була представлена і Україна.